# Austin Dillon
Statistiques en NASCAR Cup Series
Dernière mise à jour : 19 août 2025 

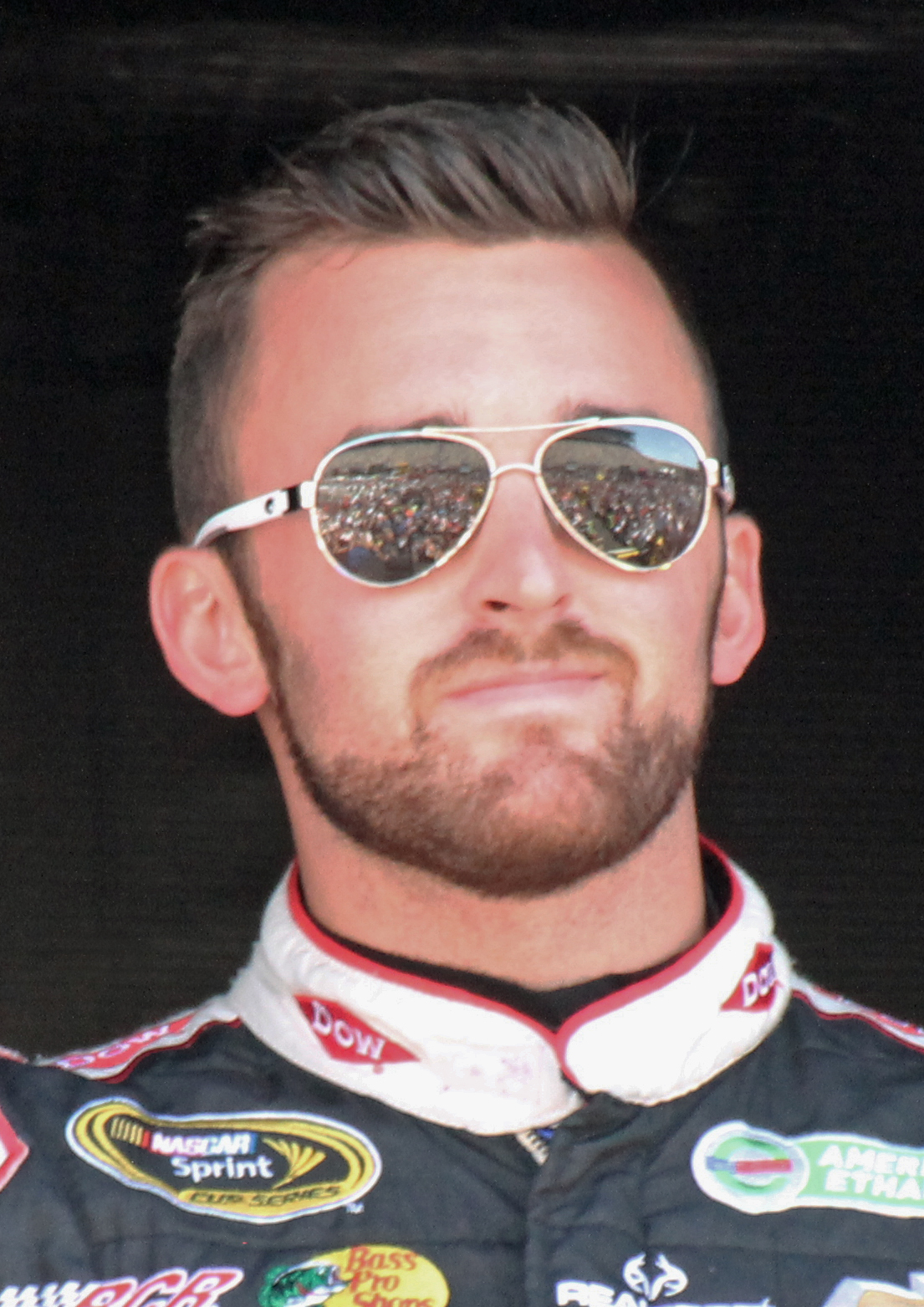
Dillon en 2015 au Toyota/Save Mart 350.

Austin Dillon est un pilote américain de NASCAR né le 27 avril 1990 à Lewisville en Caroline du Nord.

## Carrière
Champion de la NASCAR Camping World Truck Series en 2011 et de la NASCAR Xfinity Series en 2013, Dillon participe à sa première saison complète dans la division reine, la NASCAR Cup Series, en 2014 au volant de la voiture no 3 de l'écurie Richard Childress Racing. 
Il remporte quatre victoires en Cup Series, la première course en 2017 à Charlotte au Coca-Cola 600, la seconde en 2018 lors du Daytona 500, la troisième en 2020 à l'occasion de l'O'Reilly Auto Parts 500et la dernière en 2022 à l'occasion du Coke Zero Sugar 400.